# Grandview (Oklahoma)
Pour les articles homonymes, voir Grandview.
Grandview est une census-designated place du comté de Cherokee, dans l'État d'Oklahoma, aux États-Unis. En 2020, elle compte une population de 394 habitants.